# Mahi Binebine
Mahi Binebine (in arabo ماحي بينبين‎?; Marrakech, 1959) è uno scrittore e pittore marocchino.

## Biografia
Nato a Marrakech nel 1959, si trasferisce a Parigi nel 1980 per continuare gli studi di matematica, materia che insegnò per otto anni.
Nel suo secondo romanzo, Les Funérailles du lait, l'autore riprende un episodio della sua storia familiare. Suo fratello Aziz fu uno dei giovani ufficiali che presero parte al fallito colpo di Stato militare contro Hassan II nel 1971. Per diciotto anni, il fratello fu imprigionato a Tazmamart, in condizioni di estrema brutalità. Dei cinquantasei prigionieri ne sopravvisse solo la metà; tra questi, Aziz Binebine. 
Lo scrittore Tahar Ben Jelloun ha preso questa storia come base per il suo romanzo Il libro del buio.
Il romanzo Cannibali è stata selezionato per l'Independent Foreign Fiction Prize nel 2004.
Il grande salto è stato invece selezionato per il Best Translated Book Award di Amazon nel 2014 e ha costituito il soggetto del film Les Chevaux de Dieu, diretto da Nabil Ayouch.
I suoi numerosi romanzi sono stati tradotti in dodici lingue. Ha vissuto a New York dal 1994 al 1999. I suoi dipinti fanno parte della collezione permanente del Solomon R. Guggenheim Museum di New York.
Nel 2009 è stato presente alla LIII Esposizione internazionale d'arte di Venezia per il Padiglione nazionale del Marocco.
È tornato a Marrakech nel 2002. È sposato e ha tre figlie.

## Opere
- Le Sommeil de l'esclave, Stock, 1992, ISBN 2234024889.
- Les Funérailles du lait, Stock, 1994, ISBN 2234046688.
- L'Ombre du poète, Stock, 1997, ISBN 2234046688.
- Cannibales, Fayard, 1999, ISBN 2213604444.
  -  Cannibali, traduzione di Paola Checcoli, Barbès, 2008, ISBN 978-8862940023.
- Le Griot de Marrakech, L'Aube, ISBN 275260212X.
- Pollens, Fayard, 2001, ISBN 2213609969.
- Terre d'ombres brulée, Fayard, 2001, ISBN 2213609969.
- Les Étoiles de Sidi Moumen, Flammarion, 2010, ISBN 2081236362.
  -  Il grande salto, traduzione di Manuela Maddamma, Rizzoli, 2016, ISBN 9788817087742.
- Le Seigneur vous le rendra, Flammarion, 2013, ISBN 2213670846.
- Le Fou du Roi, Stock, 2017, ISBN 223408265X.